# Фуггерай
Фуггерай (нем. Fuggerei) — «квартал Фуггеров» в Аугсбурге (Германия), который вместе с братьями создал Якоб II Фуггер младший, прозванный Богатым, для жителей Аугсбурга, оказавшихся в трудном материальном положении. Является одним из старейших в мире проектов социального жилья.

## Фуггерай
Фуггерай — ансамбль с 8 переулками и 7 воротами — построен Томасом Кребсом в 1514—1523 гг. и представляет собой «город в городе» с собственной церковью, с городскими стенами и городскими воротами. Комплекс расположен к востоку от городской ратуши в районе Якоберфорштадт (нем. Jakobervorstadt). Памятные доски над тремя воротами и каменные гербы с лилиями напоминают о семье основателя. На территории квартала располагается музей Фуггерай, дом, в котором ранее жил прадед Вольфганга Амадея Моцарта, церковь Св. Марка, а также бомбоубежище, в котором теперь показана история Фуггерая во время Второй мировой войны.
Вход в комплекс — через ворота c Якоберштрассе (нем. Jakoberstraße), на которых сохранились оригинальные посвящение, дата «1519» и гербы Фуггеров.
Сначала комплекс состоял из 53 зданий, предназначенных для 106 семей. Частью образуя непрерывный и симметричный ансамбль, они стояли на неровном участке земли и были окружены стеной с пятью воротами. Здания имеют скромные фасады и крутые крыши со ступенчатыми фронтонами. У всех жилищ Фуггерая есть собственный вход. Благодаря этому у жителей создаётся ощущение «домохозяина», живущего в собственном доме. Входные двери и верхние дверные опоры имеют самые различные формы. Это указывает на то, что когда-то использовались двери из снесенных строений предшественников. Каждая входная дверь снабжена звонком и железной ручкой, а наружные стены — табличками с номерами домов. Ручки звонков у дверей в квартиры оформлялись в большинстве своем индивидуально. Говорят, это делалось затем, чтобы жители ночью при неосвещенных переулках могли на ощупь определить правильный вход. Сегодня переулки ночью освещаются газовыми фонарями. Готические цифры с 1519 года на нумерованных по порядку домах были, вероятно, самыми ранними номерами домов в Аугсбурге. Тогда были помечены первые 52 дома. Сегодня готические номера сохранились лишь частично.
Свежую воду жители брали из колодцев с насосами, находившимися в разных местах поселения, и из источника. Чашеобразный источник из литого чугуна стоит на основном пересечении поселения. На этом месте уже в 1599 году был сделан деревянный источник, как первое водпроводное сооружение. Город позволил провести его бесплатно. В 1744 году деревянный источник был заменен на каменный. С 1715 года в Фуггерае жил колодезный мастер, отвечавший за оборудование, обслуживание и уборку водопроводов, источника и протекающего ручейка.
Британская авиация во время бомбардировок 1944 года сильно повредила Фуггерай. Во время реконструкции 1947—1955 годов, которую профинансировал фонд Фуггеров, было построено 14 дополнительных домов.
На 2014 г. в квартале проживало около 150 человек. Все дома модернизированы, проведено электричество, отопление и т. д. Фонд семьи Фуггеров решает, кто может жить в этих домах. Сначала предпочтение отдавалось семьям с детьми, но затем стали рассматривать заявления всех нуждающихся — обязательно католиков и живущих в Аугсбурге не менее двух лет. Жильцы платят символическую ренту в 1 рейнский гульден (примерно 0,88 евро) в год, а также ежедневно произносят три молитвы за основателей квартала. На оплату коммунальных услуг ежемесячно выдаётся 46 евро.

## Церковь Св. Марка
В 1581 году Маркус и Филипп Эдуард Фуггеры поручили построить маленькую церковь Св. Марка. Здание с тех пор неоднократно перестраивалось. После разрушений Второй мировой войны она была построена заново. В церкви находятся некоторые предметы, сохранившиеся с момента её строительства. Распятие работы Джакомо Пальма Младшего (около 1600 года) можно увидеть в главном алтаре, выполненном в стиле маньеризма. Эпитафия Ульриху Фуггеру, изображающая усопшего завернутым в саван, была выполнена Адольфом Даухером. Автор проекта Альбрехт Дюрер.

## Школа и дом церковного служки
В доме номер 35 на Херренгассе (нем. Herrengasse) в настоящее время находятся ризница и квартира священника Фуггерая. Дом раньше служил школой, а также квартирой для церковного служки церкви Св. Марка, который был одновременно преподавателем. Школа социального поселения была основана в середине XVII века.

## Дровяной дом
В домах номер 40, 41 и 42 на Херренгассе (нем. Herrengasse) в XVI веке был «дровяной дом», в котором «дровяным лечением» боролись с сифилисом. Использовали экстракты южноамериканского гваякового дерева, которое закупалось фирмой Фуггеров и которым она обеспечивала даже императора Максимилиана I и кардинала Маттеуса Ланга.

## Дом Франца Моцарта
С 1681 в доме 14 по Миттлерегассе (нем. Mittlere Gasse) на верхнем этаже жила семья Франца Моцарта — прадеда композитора Вольфганга Амадея Моцарта. Франц Моцарт работал как строительный мастер и, кроме того, занимался похоронами убийц. В те времена подобное занятие считалось позорным. Он постепенно растерял свою клиентуру и так обнищал, что вынужден был перейти жить в квартал Фуггерай. Франц Моцарт скончался здесь в апреле 1694 года. Теперь этот дом и дом 13 являются музеем, рассказывающем о быте средневекового и современного Фуггерая.